# 換命法則
《換命法則》（英語：Self/less）是一部於2015年上映的美國科幻驚悚片，為塔森·辛執導，大衛·帕斯特和艾力克斯·帕斯特編劇。由萊恩·雷諾斯、班·金斯利、馬修·古迪與蜜雪兒·道克利主演。2015年7月10日在美國上映。

## 劇情
在未來的社會中人們擁有能透過將意識轉移至新軀體的技術，而達到「永生」；一名將死的富翁嘗試了這種技術移植到一具年輕的新肉體上，並使用別名「愛德華」，但在得到這來路不明的新軀體後卻遭到了神秘組織一連串的追殺和即將失去靈魂與肉體....。

## 演員
| 演員            | 角色                                       |
| 萊恩·雷諾斯     | 愛德華·「馬克」·海爾（Edward "Mark" Hale） |
| 班·金斯利       | 達米安·海爾（Damian Hale）                 |
| 馬修·古迪       | 奧爾布萊特教授（Professor Albright）       |
| 蜜雪兒·道克利   | 克萊兒（Claire）                           |
| 娜塔莉·瑪汀納絲 | 瑪德琳（Madeline）                         |
| 維克托·嘉柏     | 馬丁（Martin）                             |
| 德瑞克·路克     | 安東（Anton）                              |

## 市場營銷
首部預告片於2015年3月4日釋出。

## 發行
電影起初定於2015年2月27日發行，2014年7月2日焦點影業公司(Focus)將上映日延至2015年4月17日，本片最後被延至2015年7月10日終於在美國上映。

### 評價
電影普遍獲得負面的評價。爛番茄根據118條專業影評持有19％的評級，平均得分4.5／10。Metacritic得分34，差評佔主流。

## 外部連結
- 互联网电影数据库（IMDb）上《換命法則》的资料（英文）
- Box Office Mojo上《換命法則》的資料（英文）
- 爛番茄上《換命法則》的資料（英文）
- Metacritic上《換命法則》的資料（英文）
- AllMovie上《換命法則》的资料（英文）